# ジョージ・アリアス
ジョージ・アルベルト・アリアス（George Alberto Arias, 1972年3月12日 - ）は、アメリカ合衆国アリゾナ州出身の元プロ野球選手（内野手）。

## 経歴

### プロ入りとエンゼルス時代
1993年のMLBドラフト7巡目でカリフォルニア・エンゼルスに指名され契約。1995年にはAA級で30本塁打を記録した。
1997年にサンディエゴ・パドレスへ移籍する。1998年はケン・カミニティの控え三塁手として起用され、打率.194の成績を残していた。同年オフには初芝清を指名打者として固定起用する構想を立てていた千葉ロッテマリーンズが、新たな三塁手候補としてアリアスの獲得交渉を行っており、ロッテと業務提携していたパドレスもFA宣言したカミニティが残留した場合はアリアスのロッテ移籍を認めることで合意していたが、最終的にカミニティはヒューストン・アストロズに移籍し、アリアスのロッテ移籍は実現しなかった。
1999年オフにフリーエージェント(FA)となった後、リーガ・メヒカーナ・デ・ベイスボルでプレーしていた。

### オリックス時代
リーガ・メヒカーナ・デ・ベイスボルでのプレーを評価され、当時のオリックス・ブルーウェーブの監督であった仰木彬の片腕となることが決まっていた高畠康真が巡回中に目をつけ、球団の了解を得てスカウトし1999年12月2日オリックスと契約の合意に達し、翌2000年1月12日正式に入団が発表された。仰木が登録名に愛称を用いることが好きだったこともあり、開幕直前に登録名を「ジョージ」に変更したが、登録名を変えてから絶不調が続いたため、再び「アリアス」に戻している。
2000年は打率2割5分だったが26本塁打を記録した。
2年目の2001年は38本の活躍を見せ、チーム内最多打点などの記録を2年連続で残し、8月28日の西武ライオンズ戦では豊田清からサヨナラ3ラン本塁打を放った。出塁率の低さや、当時の他球団の外国人選手と比べると今一歩見劣りするという理由で、球団側は年俸交渉でほとんどアップを提示しなかった。一方2年契約だったアリアスは勝利試合への貢献度や打線の牽引役としての働きを訴えて大幅アップを主張した。結局交渉は決裂し、11月30日に退団した。

### 阪神時代
2001年12月25日に阪神タイガースへの入団が決定した。年俸2億5,000万円プラス出来高払い5,000万円（2年契約）の大型契約を締結した。獲得の背景には、同年12月に就任した星野仙一がアリアスの獲得を強く要望したことがある。
2002年開幕戦の対読売ジャイアンツ戦（東京ドーム）で移籍第1号本塁打を放った。この年3番を担った片岡篤史とのコンビは阪神の強力打線の口火となった。この年はチームでは1989年セシル・フィルダー以来の30本塁打以上となる32本塁打を放ち、82打点と活躍したが、チームは4位に沈んだ。
2003年は6番で開幕し、4月11日の対巨人戦で、来日100号本塁打を放った。5月9日の対横浜ベイスターズ戦では吉見祐治から濱中おさむ、片岡と共にレフトスタンドへ本塁打を放ち、平成の3連発を完成させた。また、6月中盤からは主に5番打者として出場した。優勝争いの真っ只中である9月7日の対横浜戦で、第32号満塁本塁打を放ち、球団史上最多タイのシーズン80勝に貢献。最終的に38本塁打、107打点(チームとしては1986年のランディ・バース以来の100打点超え)で本塁打王・打点王を争う活躍を見せ、18年ぶりの阪神のリーグ優勝に貢献した。9月17日の対広島東洋カープ戦では、消化試合だったため1番で先発し、来日初となる初回先頭打者本塁打を放った。また、守備も安定しており一塁手としてベストナイン・ゴールデングラブ賞を受賞した。
2004年も開幕から6番でスタメン出場を続けたが、6月に腰痛で登録抹消となり、7月に復帰したものの、この年新たに監督に就任した岡田彰布からは「勝負弱さ」「好不調の波が激しい」と指摘され、ベンチに下げられる場面も見られた。この後チームも首位争いから一気に脱落し、4位に終わった。アリアス自身は打率.272, 25本塁打、84打点と引き続き結果を残したが、同年オフ、45本塁打・103打点の活躍ながら横浜を退団濃厚となっていたタイロン・ウッズの獲得を目指すチーム方針が固まり、ウッズに比べ成績面で劣っているアリアスの立場は一層不利になった。3億円を超える高年俸もネックとなり、12月1日に正式に退団が発表された。

### ナショナルズ傘下時代
2005年はワシントン・ナショナルズとマイナー契約を結んだが、4月にフリーエージェントとなった。その後はリーガ・メヒカーナ・デ・ベイスボルのティフアナ・コルツでプレーしていた。

### 巨人時代
日本球界復帰を目指していたアリアスのこれまでの日本での実績、本拠地の東京ドームとの相性の良さなどに巨人が着目し、2006年シーズン途中の6月28日に巨人と契約した。
チームに故障者が続出する中、7月5日の対中日ドラゴンズ戦で6番・左翼手として初出場したが、結果を残すことができず二軍降格。わずか17試合出場に終わり、この年限りでの退団が同年11月2日に発表された。帰国の際、「チームを救済できずに申し訳ない」と話した上で、「阪神では信念や希望を持ち、何より野球は楽しむものだと感じた。巨人にはいいプレイヤーがいるが、重圧に負け野球を楽しんでいない」と語った。

### 引退後
その後、現役引退を発表し、2015年4月から地元のツーソンにて、センターフィールドベースボールアカデミーのオーナーを務めており、ジュニア世代のツーソンチャンプベースボールクラブを運営している。
2021年6月1日、巨人米国OBスカウト中地区担当に就任。

## 詳細情報

### 年度別打撃成績
| 年 度    | 球 団      | 試 合 | 打 席 | 打 数 | 得 点 | 安 打 | 二 塁 打 | 三 塁 打 | 本 塁 打 | 塁 打 | 打 点 | 盗 塁 | 盗 塁 死 | 犠 打 | 犠 飛 | 四 球 | 敬 遠 | 死 球 | 三 振 | 併 殺 打 | 打 率 | 出 塁 率 | 長 打 率 | O P S |
| -------- | ---------- | ----- | ----- | ----- | ----- | ----- | -------- | -------- | -------- | ----- | ----- | ----- | -------- | ----- | ----- | ----- | ----- | ----- | ----- | -------- | ----- | -------- | -------- | ----- |
| 1996     | CAL ANA    | 84    | 274   | 252   | 19    | 60    | 8        | 1        | 6        | 88    | 28    | 2     | 0        | 6     | 0     | 16    | 2     | 0     | 50    | 6        | .238  | .284     | .349     | .633  |
| 1997     | CAL ANA    | 3     | 6     | 6     | 1     | 2     | 0        | 0        | 0        | 2     | 1     | 0     | 0        | 0     | 0     | 0     | 0     | 0     | 0     | 0        | .333  | .333     | .333     | .667  |
| 1997     | SD         | 11    | 22    | 22    | 2     | 5     | 1        | 0        | 0        | 6     | 2     | 0     | 0        | 0     | 0     | 0     | 0     | 0     | 1     | 2        | .227  | .227     | .273     | .500  |
| '97計    | SD         | 14    | 28    | 28    | 3     | 7     | 1        | 0        | 0        | 8     | 3     | 0     | 0        | 0     | 0     | 0     | 0     | 0     | 1     | 2        | .250  | .250     | .286     | .536  |
| 1998     | SD         | 20    | 41    | 36    | 4     | 7     | 1        | 1        | 1        | 13    | 4     | 0     | 0        | 0     | 0     | 3     | 0     | 2     | 16    | 0        | .194  | .293     | .361     | .654  |
| 1999     | SD         | 55    | 170   | 164   | 20    | 40    | 8        | 0        | 7        | 69    | 20    | 0     | 0        | 0     | 0     | 6     | 0     | 0     | 54    | 6        | .244  | .271     | .421     | .691  |
| 2000     | オリックス | 116   | 461   | 412   | 66    | 103   | 21       | 0        | 26       | 202   | 61    | 2     | 0        | 0     | 3     | 43    | 4     | 3     | 110   | 6        | .250  | .326     | .490     | .816  |
| 2001     | オリックス | 139   | 603   | 543   | 70    | 142   | 19       | 1        | 38       | 277   | 97    | 3     | 1        | 0     | 7     | 49    | 3     | 4     | 104   | 14       | .262  | .323     | .510     | .833  |
| 2002     | 阪神       | 126   | 523   | 473   | 64    | 122   | 29       | 1        | 32       | 249   | 82    | 3     | 3        | 0     | 6     | 43    | 2     | 1     | 126   | 10       | .258  | .317     | .526     | .843  |
| 2003     | 阪神       | 124   | 518   | 464   | 89    | 123   | 25       | 0        | 38       | 262   | 107   | 2     | 1        | 0     | 4     | 44    | 1     | 6     | 130   | 6        | .265  | .334     | .565     | .899  |
| 2004     | 阪神       | 117   | 451   | 412   | 54    | 112   | 26       | 1        | 25       | 215   | 84    | 3     | 0        | 0     | 4     | 33    | 4     | 2     | 119   | 5        | .272  | .326     | .522     | .848  |
| 2006     | 巨人       | 17    | 64    | 60    | 5     | 10    | 2        | 0        | 2        | 18    | 5     | 0     | 1        | 0     | 0     | 4     | 0     | 0     | 15    | 0        | .167  | .219     | .300     | .519  |
| MLB：4年 | MLB：4年   | 173   | 513   | 480   | 46    | 114   | 18       | 2        | 14       | 178   | 55    | 2     | 0        | 6     | 0     | 25    | 2     | 2     | 121   | 14       | .238  | .278     | .371     | .649  |
| NPB：6年 | NPB：6年   | 639   | 2620  | 2364  | 348   | 612   | 122      | 3        | 161      | 1223  | 436   | 13    | 6        | 0     | 24    | 216   | 14    | 16    | 604   | 41       | .259  | .322     | .517     | .839  |

- CAL（カリフォルニア・エンゼルス）は、1997年にANA（アナハイム・エンゼルス）に球団名を変更

### 表彰
NPB
- ベストナイン：1回 （2003年）
- ゴールデングラブ賞：1回 （2003年、一塁手）
- オールスターゲームMVP：1回 （2002年 第1戦）
- オールスターゲーム優秀選手賞：2回 （2003年 第1戦、2003年 第2戦）

### 記録
NPB
- オールスターゲーム出場：3回 （2002年 - 2004年）

NPB初記録
- 初出場・初先発出場：2000年4月1日、対大阪近鉄バファローズ1回戦（グリーンスタジアム神戸）、7番・三塁手として先発出場、3打数1安打
- 初安打：同上、4回裏にボブ・ウォルコットから遊撃内野安打
- 初打点：2000年4月5日、対日本ハムファイターズ2回戦（東京ドーム）、8回表にケビン・オーミーから左翼へ適時二塁打
- 初本塁打：2000年4月9日、対西武ライオンズ1回戦（西武ドーム）、1回表に谷中真二から左越2ラン
- 初盗塁：2000年6月25日、対西武ライオンズ13回戦（西武ドーム）、2回表に二盗（投手：潮崎哲也、捕手：伊東勤）

NPB節目の記録
- 100本塁打：2003年4月11日、対読売ジャイアンツ1回戦（東京ドーム）、9回表にコリー・ベイリーから左越ソロ　※史上226人目
- 150本塁打：2004年5月18日、対ヤクルトスワローズ7回戦（明治神宮野球場）、2回表に石川雅規から右越2ラン　※史上135人目

NPB節目の記録
- グリーンスタジアム神戸における年間最多本塁打　19本（2001年）[5]

### 背番号
- 5 （1996年、2000年 - 2001年）
- 7 （1997年 - 1997年途中）
- 14 （1997年途中 - 1999年、2002年 - 2004年）
- 91 （2006年）